# J. J. L. Duyvendak
Jan Julius Lodewijk Duyvendak (Harlingen, 1889. június 28. – Leiden, 1954. július 9.; kínai neve pinjin hangsúlyjelekkel: Dài Wéndá; magyar népszerű: Taj Ven-ta; kínaiul: 戴文達.) holland sinológus, a leideni egyetem professzora.

## Élete és munkássága
Duyvendak a leideni egyetemen filológiát kezdett tanulni, de hamarosan J. J. M. de Groot tanítványaként kínai stúdiumokat folytatott. 1910-ben Párizsba költözött, ahol Édouard Chavannes és Henri Cordier irányítása alatt folytatta tanulmányait. 1912-től 1918-ig Duyvendak tolmácsként dolgozott a pekingi holland nagykövetségen. 1919-ben visszatért a leideni egyetemre. A nevéhez fűződik Sang Jang könyvének angol nyelvű fordítása (1928.), valamint jelentős az Út és erény könyve angol fordítása (1954.) is. 1934-től egészen az 1954-ben bekövetkezett haláláig a nagy jelentőségű sinológiai szakfolyóírat, a T’oung Pao társfőszerkesztője volt.

## Főbb művei
- The Book of Lord Shang, Chicago: University of Chicago Press, 1928
- "Further Data Bearing on the Identification of the Crab Nebula with the Supernova of 1054 AD: Part I, the Ancient Oriental Chronicles", Publications of the Astronomical Society of the Pacific 54, no. 318, 1942, pp. 91–94.
- Tao Te Ching, The Book of the Way and Its Virtue, London: John Murray, 1954